# Night Eternal
Night Eternal è l'ottavo album in studio della band gothic metal portoghese Moonspell. È stato pubblicato il 16 maggio 2008 in Europa e il 10 giugno 2008 nel Nord America, sebbene le tracce fossero già disponibili su internet dal 24 aprile 2008.
La copertina dell'album è stata disegnata dall'artista Seth Siro Anton.

## Tracce
1. At Tragic Heights – 6:51
2. Night Eternal – 4:09
3. Shadow Sun – 4:24
4. Scorpion Flower – 4:33
5. Moon In Mercury – 4:22
6. Hers Is The Twilight – 4:53
7. Dreamless (Lucifer And Lilith) – 5:16
8. Spring Of Rage – 4:04
9. First Light – 5:43

### Bonus Track per l'edizione limitata
1. Age Of Mothers – 5:42
2. Earth Of Mine – 5:25
3. Unhearted – 4:25
4. Scorpion Flower (Dark Lush Cut) con Orchestra Mortua – 4:36
5. Scorpion Flower (The Feeble Cut) con F.E.V.E.R – 3:57